# Azay-le-Ferron
Azay-le-Ferron – miejscowość i gmina we Francji, w Regionie Centralnym, w departamencie Indre.
Według danych na rok 1990 gminę zamieszkiwało 1036 osób, a gęstość zaludnienia wynosiła 17 osób/km² (wśród 1842 gmin Regionu Centralnego Azay-le-Ferron plasuje się na 380. miejscu pod względem liczby ludności, natomiast pod względem powierzchni na miejscu 45.).